# Lorenz Umling

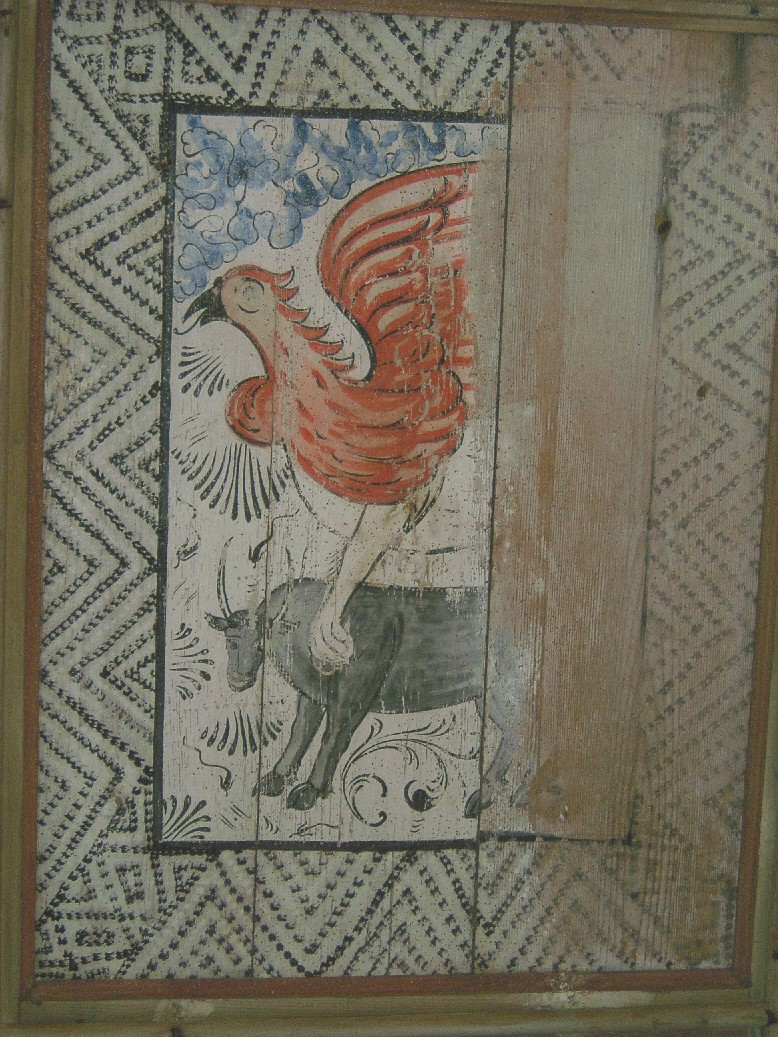
Scenă din tavanul casetat realizat de Lorenz Umling în biserica reformată din Domoș

Lorenz Umling cel Bătrân (n. 1707, Saschiz, Mureș, România – d. 1790, Cluj, Monarhia Habsburgică) a fost un meșter tâmplar sas stabilit la Cluj, autorul unor casete policrome în bisericile reformate din zona Huedin-Țara Călatei.
Este cunoscut și ca Lőrinc Umling, respectiv Laurențiu Umling.

## Formarea artistică
Lorenz Umling și-a făcut ucenicia la meșterul Johann Rössler din Sighișoara, după care s-a stabilit în 1740 la Cluj. În 1742 a fost primit în breasla tâmplarilor din oraș.

## Lucrări
A realizat mobilierul, tavanul casetat și pictura la următoarele biserici:
- Biserica reformată din Căpușu Mic (Magyarkapus) (1743),
- Biserica reformată din Petrinzel (Kispetri)), Sălaj (1745),
- Alunișu (Mogyorókereke) (1746),
- Biserica reformată din Luna de Sus (Magyarlóna (1750),
- Suceagu (Szucsák) (1750),
- Sfăraș, Farnas (1750? ),
- Biserica reformată din Dumbrava (Gyerővásárhely) (1752),
- Viștea (Magyarvista) (1755),
- Mănăstireni (Magyargyerőmonostor) (1758),
- Biserica reformată din Izvoru Crișului ( Körösfő) (1764),
- Domoșu, Damos (1774),
- Biserica reformată din Stana (Sztána sau Esztána), Sălaj,
- Biserica reformată din Văleni (Magyarvalkó) (1778 ?)
- Biserica reformată din Huedin (Bánffyhunyad, Heynod)) (1780),
- Horlacea, Jákótelke (1786).